# Овчинникова (Курганская область)
Овчинникова — деревня в Шатровском районе Курганской области. Входит в состав Самохваловского сельсовета.
Расположена примерно в 5 км к юго-востоку от села Самохвалово.

## История
До 1917 года в составе Саломатовской волости Ялуторовского уезда Тобольской губернии. По данным на 1926 год состояла из 121 хозяйства. В административном отношении входила в состав Спасского сельсовета Шатровского района Тюменского округа Уральской области.

## Население
| 1989 | 2002 | 2010 |
| ---- | ---- | ---- |
| 149  | ↘25  | ↘0   |

По данным переписи 1926 года в деревне проживало 501 человек (240 мужчин и 261 женщина), в том числе: русские составляли 100 % населения.